# الجنة (حجة)
الجنة هي إحدى قرى الجمهورية اليمنية. وهي تتبع جغرافيًا لمحافظة حجة. وإداريًا لمديرية المحابشة. يبلغ تعداد سكانها 1235 نسمة حسب الإحصاء الذي جرى عام 2004.